# Port lotniczy Buchanan
Port lotniczy Buchanan (ang. Buchanan Airport) (IATA: UCN, ICAO: GLBU) – trzeci co do wielkości liberyjski port lotniczy położony w Buchanan.